# ساعف (اسم)
ساعف هو اسم علم مذكر من أصل عربي، ومعناه هو المعين المساعد القريبمن يقضي حوائج الناس.

## وصلات خارجية
- موسوعة السلطان قابوس لأسماء العرب نسخة محفوظة 5 أبريل 2019 على موقع واي باك مشين.